# Hortipes anansiodatus
Hortipes anansiodatus är en spindelart som beskrevs av Jan Bosselaers och Rudy Jocqué 2000. Hortipes anansiodatus ingår i släktet Hortipes och familjen flinkspindlar.
Artens utbredningsområde är Kamerun. Inga underarter finns listade i Catalogue of Life.